# Karl August Gottlieb Dreist
Karl August Gottlieb Dreist (* 20. Dezember 1784 in Rügenwalde in Hinterpommern; † 11. September 1836 in Stettin) war ein deutscher Pädagoge.

## Leben
Dreist besuchte das Gymnasium in Stettin. Dort war Johann Wilhelm Mathias Henning einer seiner Mitschüler. Beide studierten anschließend an der Universität Halle. Im Jahr 1809 wurden beide von der Regierung Preußens zusammen mit Peter Friedrich Theodor Kawerau aus Elbing nach Ifferten zu Johann Heinrich Pestalozzi geschickt, wo sie sich mit dessen Lehrmethode vertraut machen sollten. 1812 wurden sie von dort zurückgerufen und nach Ohlau in Schlesien gesandt, wo eine an Pestalozzis Lehrmethode ausgerichtete Pädagogische Hochschule gegründet werden sollte. Aufgrund der politischen Verhältnisse kam es jedoch nicht zu der Neugründung der Lehrerbildungsanstalt. Die drei Freunde erhielten deshalb nur eine zeitlich befristete Anstellung, Dreist und Kawerau an der Plamannschen Erziehungsanstalt in Berlin. Vorübergehend war Dreist auch in Bern tätig, wo er Musikunterricht erteilte und Chöre leitete. 1815 wurden alle drei an das umorganisierte, seit 1754 bestehende Zahn'sche Waisenhaus nach Bunzlau berufen. Dreist wirkte dort erfolgreich bis zum Jahr 1827. Im Mai 1827 wurde er Assistent im Ministerium. Nach Beckendorffs Rücktritt bearbeitet er dort alle Seminar- und Volksschulangelegenheiten. 1834 wurde er als Regierungs- und Schulrat nach Stettin berufen.